# Мемориал бывшим австралийским военнопленным
Мемориал бывшим австралийским военнопленным (англ. The Australian Ex-Prisoners of War Memorial) — военный мемориал, расположенный на углу улиц Уэндури-парад и Карлтон-стрит, у озера Уэндури на юге Ботанического сада города Балларат, штат Виктория, Австралия. Мемориал посвящён более чем 35 тысячам австралийских военнослужащих, попавших в плен во времена от бурских до корейской войн.

## История
Идея возведения мемориала появилась в 1996 году во время церемонии, посвященной военнопленными на День памяти, на котором были высказаны пожелания возведения соответствующего памятника австралийским военнопленным и членам их семей. Исходя из этих замечаний, позже был создан специальный комитет. Планирование монумента на еженедельных заседаниях комитета заняло 8 лет. В это время вошли 6 лет, ушедшие на составление списка и выяснение имён более чем 36 тысяч австралийцев, ставших военнопленными во время бурских, первой и второй мировых, корейской войн. Не были забыты и те, кто участвовал в других конфликтах, включая войны во Вьетнаме, в Персидском заливе, а также в миротворческой деятельности во всем мире. Данная работа проводилась членами комиссии в сотрудничестве с историками и сотрудниками Австралийского военного мемориала, Министерства по делам ветеранов, Национального архива, филиалов Лиги отслуживших и вернувшихся, газет и сайтов. Архитектурный проект памятника был создан скульптором Питером Близзардом, известным по воплощению заказов правительства в Мельбурне и Сиднее. На проектирование и возведение памятника, который сам Близзард назвал «путешествием в сад камней», ушло около 1,8 млн долларов. Была предусмотрена возможность добавления новых имён на стелы мемориала. Также, проект получил 200 тысяч долларов от Содружества наций, а в ходе избирательной кампании 2004 года, от руководства Либеральной партии — 290 тысяч, а Лейбористской — 150 тысяч.
6 февраля 2004 года мемориал был открыт генералом Питером Косгроувом на торжественной церемонии в присутствии более 11 тысяч человек, включая генерал-губернатора Австралии генерал-майора Майкла Джеффери, министра по делам ветеранов министра Данны Вэйл, премьера Виктории Стива Бракса, 1500 бывших военнопленных и членов их семей. Вскоре после открытия, Городской совет Балларата попросил у федерального правительства 500 тысяч долларов на содержание и техническое обслуживание памятника.
29 сентября 2008 года в присутствии 50 бывших военнопленных министр по делам ветеранов Алан Гриффин объявил о том, что мемориалу был присвоен статус «Памятник национального значения». Один из попечителей мемориала, Лес Кеннеди сказал, что в живых осталось только 1200 австралийских военнопленных, по крайней мере у половины из более чем 8 тысяч умерших в плену не известно место захоронения. Позже, федеральное правительство выделило на четыре года 160 тысяч долларов на содержание монумента. В 2010 году мемориал был включен в реестр «Наследие Балларата». Питер Близзард умер в январе того же года, после долгих лет борьбы с раком.

## Архитектура

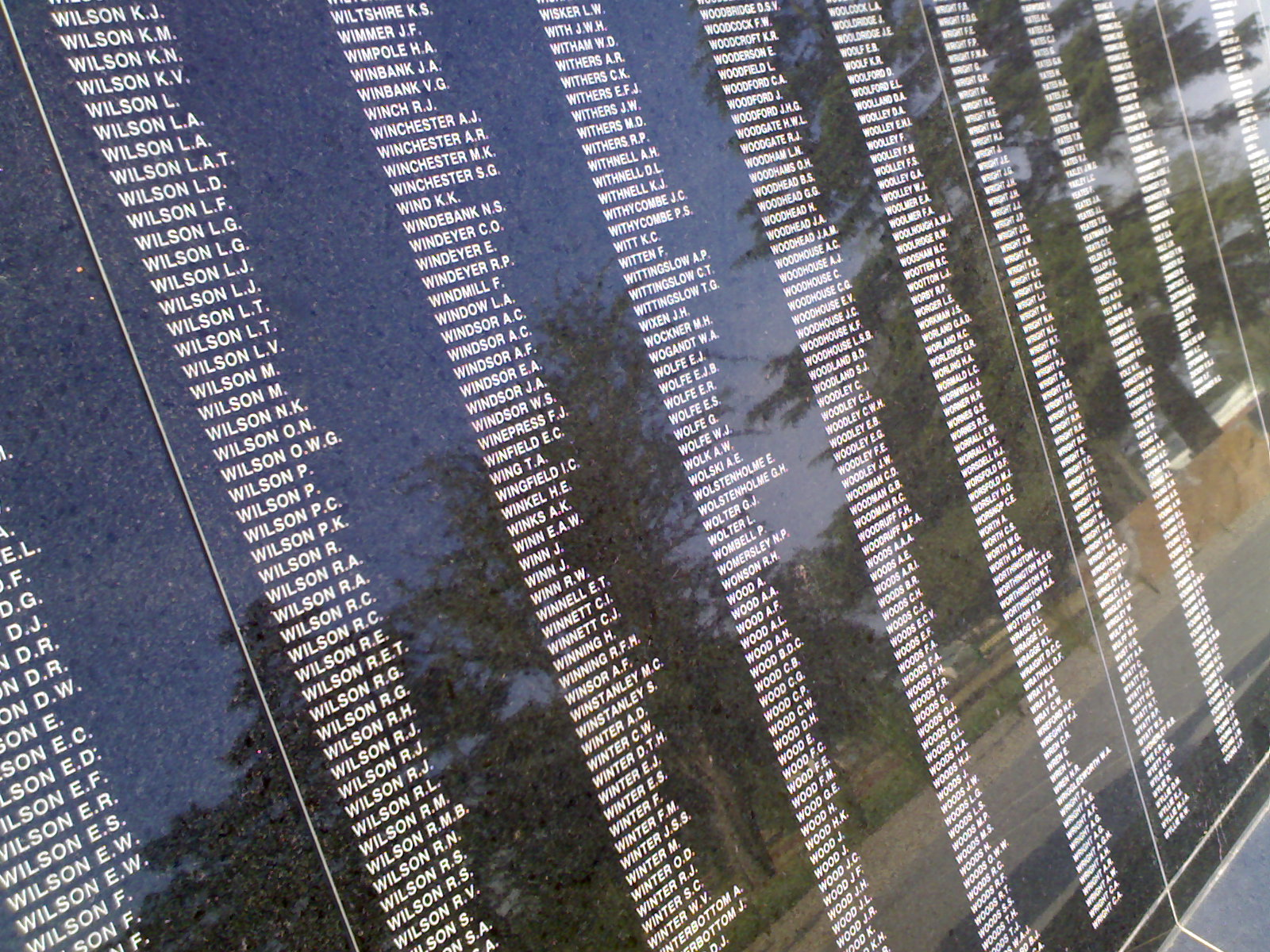
Стена из чёрного гранита с именами.

С обеих сторон, мемориал длинной 130 метров (430 футов), начинается с дорожки из брусчатки из светло-серого базальта, напоминающих железнодорожные шпалы в качестве символа расстояний, преодолевавшихся австралийцами, уходящими на войну, а также в знак признания важности железных дорог в истории военнопленных. Во многом, олицетворением испытаний австралийцев в плену являются страдания заключенных на строительстве железных дорог по приказу японского командования в годы Второй мировой войны. Так, только на возведении Тайско-Бирманской железной дороги, начавшемся в 1943 году, было задействовано около 60 тысяч союзных военнопленных и 200 тысяч подневольных азиатских рабочих, из которых к концу строительства из-за тяжелого ручного труда и ограниченного питания погибло 2815 австралийцев, более 11 тысяч заключенных союзников, и, около 75 тысяч рабочих. Параллельно дорожке, с южной стороны расположена длинная скошенная стена из чёрного гранита, на которой в алфавитном порядке высечены имена всех известных австралийских военнопленных, и мужчин, и женщин, но без упоминания рангов, так как по выражению создателей монумента, «страдание и отчаяние ещё ни разу не признали статус ни одного человека». В середине пути стена прерывается на небольшой водоём, в котором стоит ряд каменных обелисков с названиями тех стран, в которых австралийцы находились в плену. Обелиски находятся вне досягаемости, символизируя то, что все тюремные лагеря были за границей, вдали от дома, семьи и друзей. Шестой обелиск из семи не стоит, а лежит на земле, в знак почтения к умершим в плену. Перед обелисками стоит высокая стела из частично необработанного камня с надписью впереди и сзади: «Мемориал бывшим австралийским военнопленным», обрамлённым с двух сторон флагштоками с флагом Торгового флота, флагом Военно-воздушных сил, флагом Военно-морского флота и Национальным флагом (в качестве символа Армии). Далее, снова начинается гранитная стена, ведущая к концу пути — большому камню в качестве кенотафа с надписью «Чтобы мы не забыли». Из-под камня вытекает ручей, движущийся вниз по стене к узкому водотоку перед первой группой имен и втекающий в водоём, а затем продолжающий течь мимо второй группы имен, после чего он исчезает под дорогой, возвращаясь к своему истоку. Мемориал создан из натуральных материалов для сохранения гармонии с окружающим его Ботаническим садом Балларата. Мемориал окружён растительными посадками, в том числе экземплярами вида Ксанторреи австралийской, отделёнными гравийной щебёнкой.

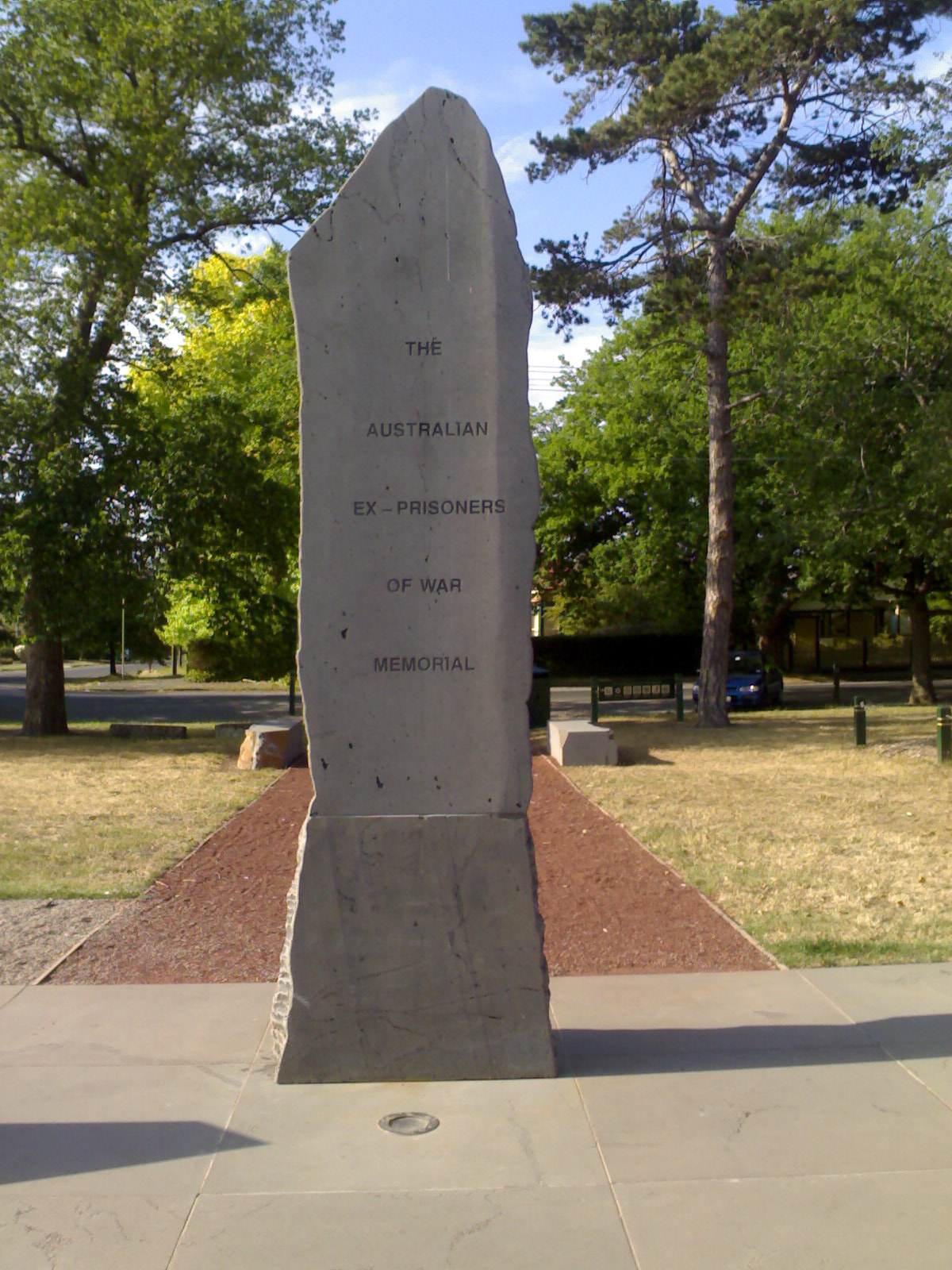
Центральный обелиск, вид сзади.
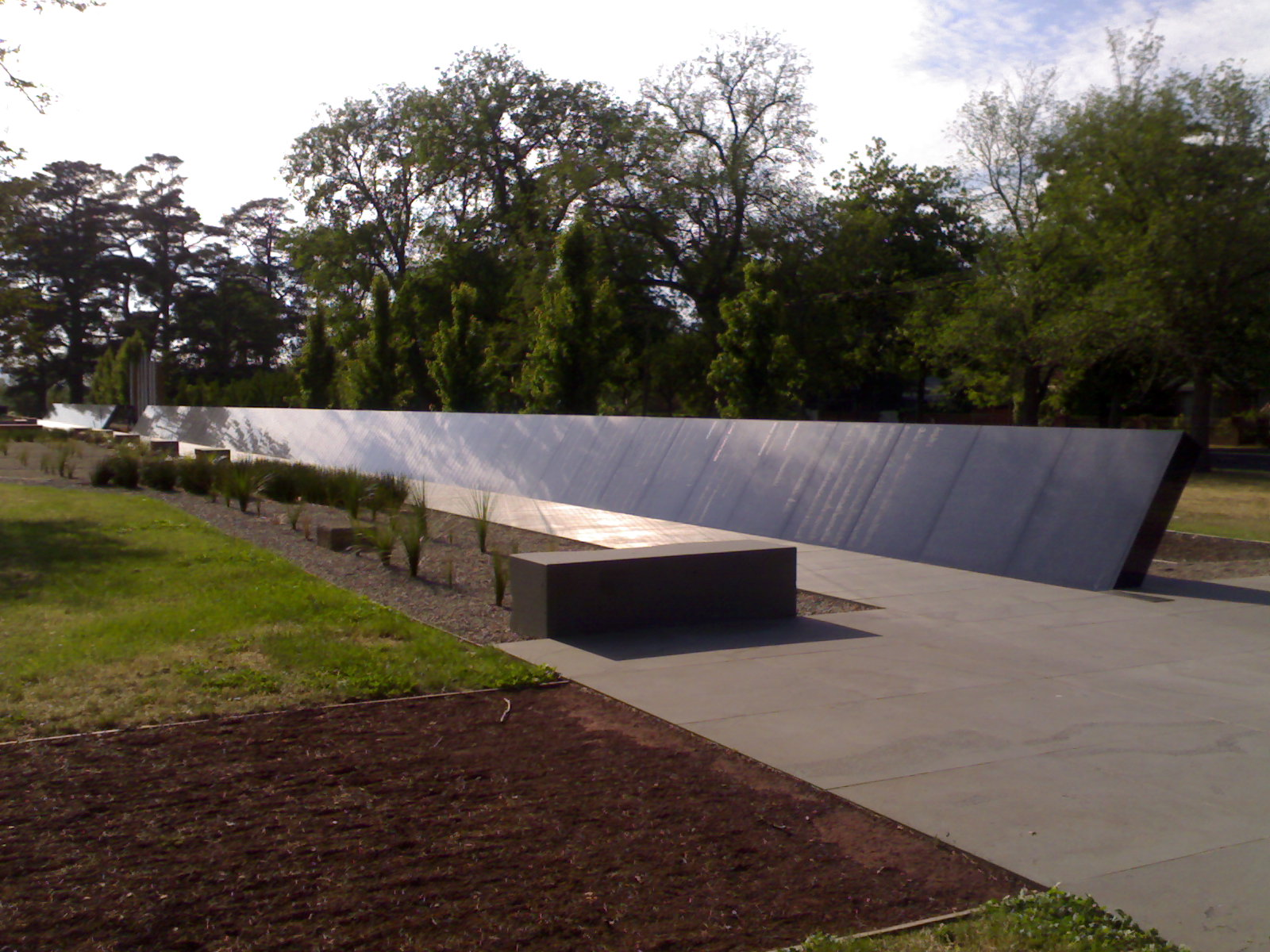
Списки имён военнопленных
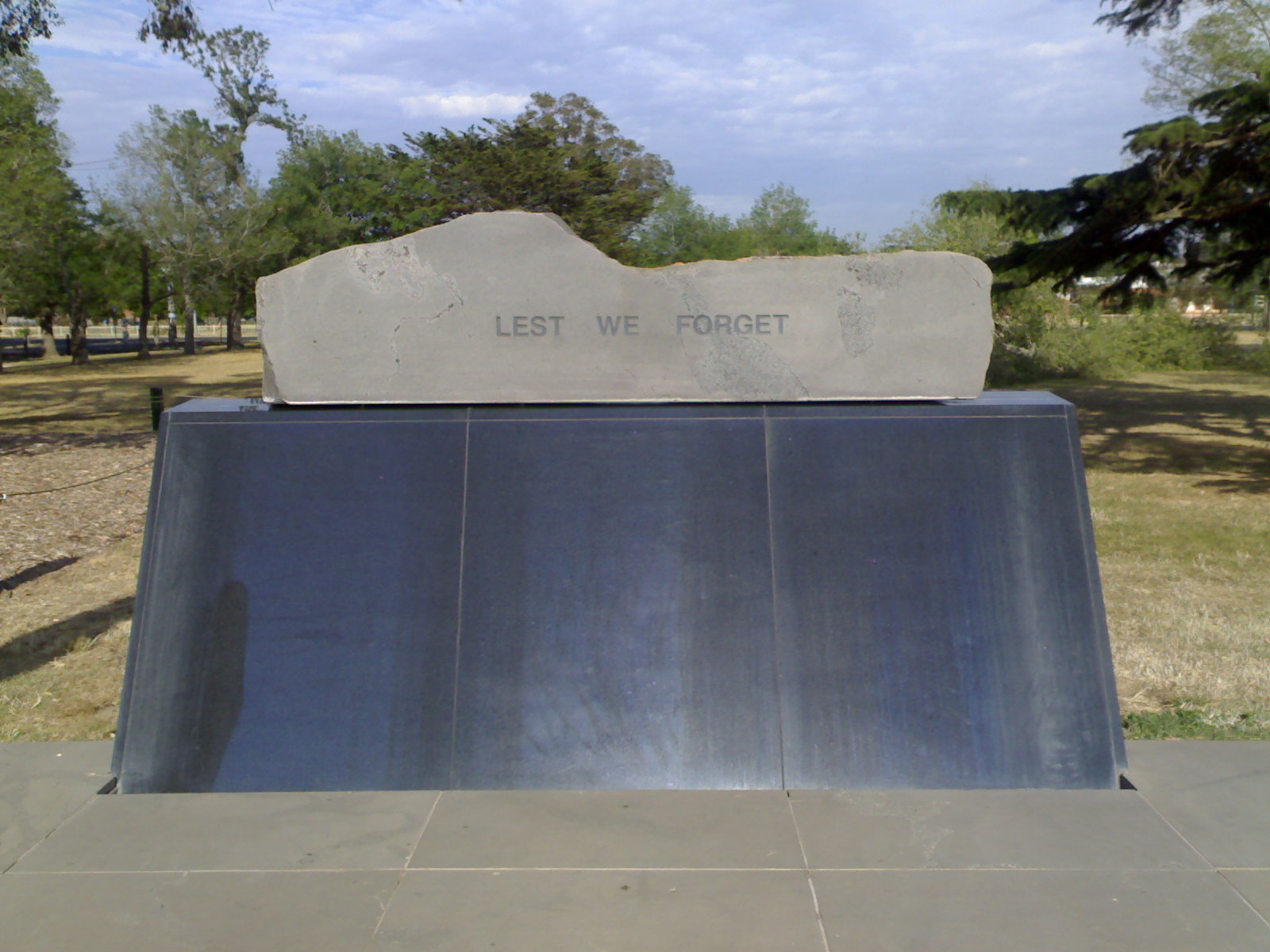
Кенотаф «Чтобы мы не забыли».

## Использование
Ежегодно в первых числах февраля — в годовщину открытия мемориала, как и 25 апреля в День АНЗАК и 10 ноября в День памяти, у кенотафа проводятся памятные службы с возложением венков. 9 апреля 2017 года у мемориала должно пройти мероприятие памяти АНЗАК, приуроченное к столетию битвы при Буллекурте 11 апреля 1917 года, в результате которой немецкой армией были захвачено 1100 австралийцев, что составило более 25 % всех австралийских военнопленных Первой мировой войны.